# Lijst van nummer 1-hits in De Afrekening in 2001
Deze nummers stonden in 2001 op nummer 1 in De Afrekening van Studio Brussel:
| Datum        | Artiest      | Titel               |
| ------------ | ------------ | ------------------- |
| 7 januari    | 3 Doors Down | Kryptonite          |
| 14 januari   | 3 Doors Down | Kryptonite          |
| 21 januari   | 3 Doors Down | Kryptonite          |
| 28 januari   | Limp Bizkit  | Rollin'             |
| 4 februari   | Limp Bizkit  | Rollin'             |
| 11 februari  | 3 Doors Down | Loser               |
| 18 februari  | 3 Doors Down | Loser               |
| 25 februari  | 3 Doors Down | Loser               |
| 4 maart      | Wheatus      | Teenage Dirtbag     |
| 13 maart     | Wheatus      | Teenage Dirtbag     |
| 18 maart     | Wheatus      | Teenage Dirtbag     |
| 25 maart     | Disturbed    | Stupify             |
| 1 april      | Disturbed    | Stupify             |
| 8 april      | Linkin Park  | One Step Closer     |
| 15 april     | Linkin Park  | One Step Closer     |
| 22 april     | Linkin Park  | One Step Closer     |
| 29 april     | Linkin Park  | One Step Closer     |
| 6 mei        | Linkin Park  | One Step Closer     |
| 13 mei       | Linkin Park  | One Step Closer     |
| 20 mei       | Linkin Park  | One Step Closer     |
| 27 mei       | Rammstein    | Sonne               |
| 3 juni       | Rammstein    | Sonne               |
| 10 juni      | Rammstein    | Sonne               |
| 17 juni      | Rammstein    | Sonne               |
| 24 juni      | Rammstein    | Sonne               |
| 1 juli       | Rammstein    | Sonne               |
| 8 juli       | Rammstein    | Sonne               |
| 15 juli      | Muse         | Newborn             |
| 22 juli      | Muse         | Newborn             |
| 29 juli      | Muse         | Newborn             |
| 5 augustus   | Muse         | Newborn             |
| 12 augustus  | Muse         | Newborn             |
| 19 augustus  | Muse         | Newborn             |
| 26 augustus  | Tool         | Schism              |
| 2 september  | Tool         | Schism              |
| 9 september  | Muse         | Bliss               |
| 16 september | Muse         | Newborn             |
| 23 september | Muse         | Newborn             |
| 30 september | Muse         | Newborn             |
| 7 oktober    | Muse         | Newborn             |
| 14 oktober   | Muse         | Newborn             |
| 21 oktober   | Muse         | Newborn             |
| 28 oktober   | Muse         | Newborn             |
| 4 november   | Ozark Henry  | Rescue              |
| 11 november  | Ozark Henry  | Rescue              |
| 18 november  | Ozark Henry  | Rescue              |
| 25 november  | Ozark Henry  | Rescue              |
| 2 december   | Ozark Henry  | Rescue              |
| 9 december   | dEUS         | Nothing Really Ends |
| 16 december  | dEUS         | Nothing Really Ends |
| 23 december  | Nickelback   | How You Remind Me   |

- Nederland (Top 40)
- Nederland (Single Top 100)
- Nederland (3FM Mega Top 50)
- Vlaanderen (Radio 2 Top 30)
- Vlaanderen (Ultratop 50)
- Vlaanderen (Top 30 van Ultratop)
- Vlaanderen (De Afrekening)
- Wallonië
- Australië
- Denemarken
- Duitsland
- Frankrijk
- Italië
- Noorwegen
- Portugal
- Verenigd Koninkrijk
- Verenigde Staten (Hot 100)